# 아케이드 비디오 게임의 황금기
아케이드 비디오 게임의 황금기(golden age of arcade video games)는 1970년대 후반부터 1980년대 초반까지, 아케이드 비디오 게임의 기술적 성취, 문화적 영향 및 급격한 시장 성장을 이룬 기간을 가리킨다. 이 시기는 1978년 《스페이스 인베이더》의 발매로 출발해, 1979년 이에 영향을 받은 《갤럭시안》이나 벡터 모니터 사용 게임 《아스테로이즈》 등 저비용·고성능 신 컴퓨터 기술로 무장한 진행형 슈팅 게임들이 등장했다. 이후 아케이드 비디오 게임은 흑백화면에서 벗어난 화려한 미감의 그래픽을 이용한 《프로거》와 《센티피드》같은 작품들로 진화했다.
이 시기에 비디오 게임 전용 전자 오락실은 대중 문화의 주축으로 자리잡았으며 신종 게임들의 무대로 변신됐다. 아직 구분이 희미했던 비디오 게임 장르이 서서히 윤곽이 잡히기 시작해, 우주 배경 슈팅 게임 《디펜더》와 《갤러가》, 미로 게임의 기틀을 잡은 《팩맨》, 3D 시점을 이용한 운전 및 경주 게임, 그리고 《동키콩》을 위시한 초창기 플랫폼 게임 등이 나타났다. 이 당시 게임들은 팩맨, 마리오, 큐버트 등 이름이 있는 캐릭터를 내세워 음악, 애니메이션, 영화 등 다른 매체로 진출했다.

## 최다 판매 아케이드 게임 목록
아케이드 게임의 경우 오락실 운영자에게 판매한 아케이드 캐비넷 수량, 주입된 미화 쿼터나 100엔 동전들을 합친 발생총수익, 혹은 하드웨어 판매수익으로 성공여부를 결정했다. 다음은 하드웨어 판매량이 1만 대 이상인 게임만을 수록한다.
- 《스페이스 인베이더》 (750,000대)[2]
- 《팩맨》 (400,000대)[3]
- 《동키콩》 (132,000대)[4]
- 《미스 팩맨》 (125,000대)[5]
- 《아스테로이즈》 (100,000대)[6]
- 《디펜더》 (70,000대)[7]
- 《센티피드》 (55,988대)[8]
- 《갤럭시안》 (미국 기준 50,000대)[9]
- 《하이퍼 올림픽》 (일본 기준 38,000대)[10]
- 《동키콩 Jr.》 (미국 기준 30,000대)[4]
- 《가라데 챔프》 (미국 기준 30,000대)[11]
- 《미스터 도》 (미국 기준 30,000대)[12]
- 《템페스트》 (29,000대)[13]
- 《큐버트》 (25,000대)[14]
- 《로보트론: 2084》 (23,000대)[13]
- 《디그 더그》 (미국 기준 22,228대)[8]
- 《폴 포지션》 (미국 기준 21,000대)[13]
- 《뽀빠이》 (미국 기준 20,000대)[15]
- 《미사일 커맨드》 (20,000대)[16]
- 《정글 헌트》 (미국 기준 18,000대)[17]
- 《드래곤즈 레어》 (16,000대)[18]
- 《버저크》 (15,780대)[19]
- 《스크램블》 (미국 기준 15,136대)[19]
- 《배틀존》 (15,122대)[20]
- 《챔피언 베이스볼》 (일본 기준 15,000대)[21]
- 《스타게이트》 (15,000대)[13]
- 《스타워즈》 (12,695대)[8]
- 《슈퍼 코브라》 (미국 기준 12,337대)[19]
- 《스페이스 듀얼》 (12,038대)[8]
- 《아타리 풋볼》 (11,306대)[20]
- 《지 비》 (10,000대)[22]

## 같이 보기
- 아케이드 캐비넷
- 아케이드 비디오 게임 목록